# 1911 Schubart
Az 1911 Schubart (ideiglenes jelöléssel 1973 UD) egy kisbolygó a Naprendszerben. Paul Wild fedezte fel 1973. október 25-én.